# Pierre Soulages
Pierre Soulages   (Rodés, 24 de desembre de 1919 - Centre hospitalari universitari de Nimes, 25 d'octubre de 2022) va ser un pintor francès que és considerat un dels principals representants de l'informalisme a França.
La seva pintura es caracteritza pel refús radical de la figuració i pels grans trets de color en vertical i horitzontal que ocupen quasi tota la superfície de la tela. Normalment dominen, en les seves grans composicions, els colors negres i bruns, amb petites zones més clares en contraposició. La pintura de Soulages té un efecte monumental de fort impacte i és alhora molt dramàtica.
Entre 1987 i 1994 va realitzar els vitralls de l'església romànica de Santa Fe de Concas.
L'any 2007 va rebre el premi Juli Gonzàlez atorgat per la Generalitat Valenciana.
L'any 2009 va ser-li dedicada una gran exposició al Centre Georges Pompidou de París.
L'any 2005 va donar a Rodès un conjunt molt important de la seva obra, conjunt que constitueix la base del Museu Soulages, obert al públic l'any 2014 i ubicat en un edifici de nova planta obra dels arquitectes catalans RCR arquitectes.
També està ben representat al Museu Fabre de Montpeller, al Museu de Belles Arts de Lió, al Museu d'Art Modern de París i a l'IVAM de València.